# Mancomunitat Comarca de la Sidra
La Mancomunitat Comarca de la Sidra és una associació de municipis d'Astúries, Espanya.

## Serveis
La Mancomunitat Comarca de la Sidra (MANCOSI) compta amb els següents serveis:
- Servei de desenvolupament local.
- Servei de joventut i cultura.
- Serveis de promoció de la dona.
- Serveis socials i atenció a majors.
- Servei de Promoció i Desenvolupament Turístic
- Parc de maquinària.

## Municipis
Integren la Mancomunitat Comarca de la Sidra els següents municipis:
| Municipi     | Població | Superfície | Densitat |
| ------------ | -------- | ---------- | -------- |
| Bimenes      | 1.929    | 32,69      | 59,01    |
| Cabranes     | 1.098    | 38,31      | 28,66    |
| Colunga      | 3.908    | 97,57      | 40,05    |
| Nava         | 5.511    | 95,81      | 57,52    |
| Sariegu      | 1.328    | 25,73      | 51,61    |
| Villaviciosa | 14.520   | 276,23     | 52,56    |

## Ruta turística
La Fundación Turismo Comarca de la Sidra ofereix als seus visitants una manera didàctica i original de conèixer el món de la poma i la sidra mitjançant una ruta turística.
La Ruta de la poma i la sidra té com a fi conèixer el cultiu de la pomera i l'elaboració de la Sidra, així com fomentar el valor ecològic, paisatgístic i patrimonial d'aquestes activitats.
El recorregut inclou la visita al Museu de la Sidra, una pomarada (plantació de pomeres) i un cup (celler de sidra), existeix també l'opció d'esmorzar amb un menú de benvinguda (entrant, primer plat, postres, pa i beguda, tot això amb plats típics asturians). Aquesta visita es realitza els divendres en horari de 10.30 a 18.00 (subjecte a disponibilitat) i el punt de partida és el Centre de Recepció de Visitants de Nava. És necessari un mínim de 2 persones per fer el recorregut i el transport és per compte de l'usuari.